# Oreol Camejo
Oreol Camejo Durruty (ur. 22 lipca 1986) – kubański siatkarz, grający na pozycji przyjmującego, był reprezentantem Kuby. Jego starszy brat Osmany, również jest siatkarzem i przeszłości był reprezentantem Kuby.
W czerwcu 2018 roku otrzymał rosyjskie obywatelstwo.

## Sukcesy klubowe
Liga brazylijska:
- 2010
- 2011

Klubowe Mistrzostwa Świata:
- 2013[8]

Liga rosyjska:
- 2014[9], 2018, 2021

Liga południowokoreańska:
- 2016, 2023[10]

Liga chińska:
- 2017

Puchar CEV:
- 2021

Superpuchar Turcji:
- 2021, 2023[11]

Liga turecka:
- 2022[12]
- 2024[13]

## Sukcesy reprezentacyjne
Puchar Ameryki:
- 2008
- 2005, 2007

Igrzyska Panamerykańskie:
- 2007

Mistrzostwa Ameryki Północnej:
- 2007